# Brigitte Beaujard
Brigitte Beaujard est une historienne française, spécialiste d'histoire romaine et de l'Antiquité tardive.

## Biographie
Brigitte Beaujard soutient en 1994 une thèse en histoire antique, sous la direction de Luce Pietri, intitulée Le culte des martyrs en Gaule, d'Hilaire de Poitiers à la fin du VIe siècle, qu'elle publie ensuite sous forme remaniée en 2000, aux Éditions du Cerf.
Cet ouvrage s'inscrit dans la lignée des travaux initiés entre autres par Peter Brown sur la notion de culte des saints, et plus largement, dans la démarche scientifique visant à distinguer l'Antiquité tardive comme une période historique à part entière, démarche initiée notamment en France par Henri-Irénée Marrou. Lors de sa publication, sa thèse est accueillie très favorablement par la communauté scientifique,.
Ses recherches, publiées aux Publications de l'École française de Rome, dans la Revue d'histoire de l'Église de France, les Annales de Normandie ou dans des ouvrages collectifs s'axent autour de la question du culte des saints dans l'Antiquité Tardive, de l'histoire religieuse, des cités de la Gaule romaine et de leur christianisation.
Elle enseigne d'abord comme maître de conférences dans les universités de Rouen puis de Paris-Nanterre, avant d'être nommée professeure à l'Université François-Rabelais à Tours depuis 2000, où elle est distinguée comme professeur émérite.

## Ouvrages

### Hommage à Brigitte Beaujard
- L'usage du passé entre Antiquité Tardive et Haut Moyen Âge. Hommage à Brigitte Beaujard, dir. Maurice Sartre et Claire Sotinel, Rennes, PUR, 2008, 146p.  (ISBN 978-2-7535-0728-9)

### Publications personnelles
- (dir.), La naissance de la ville chrétienne. Mélanges en hommage à Nancy Gauthier, Tours, Presses Universitaires François-Rabelais, 2002 (Perspectives Ville et Territoire | 1), 173 p.  (ISBN 2-86906-161-7)
- Le Culte des saints en Gaule. Les premiers temps. D’Hilaire de Poitiers à la fin du VIe siècle, Paris, Cerf, 2000, 613 p. (préface d’André Vauchez), (coll. « Histoire religieuse de la France », 15).  (ISBN 2-204-06430-0)

### Contributions à des ouvrages collectifs
- Les Empires, Antiquité et Moyen Âge. Analyse comparée, dir. Frédéric Hurlet, 2008, Presses universitaires de Rennes. (
  - L’empereur et les provinces au Bas-Empire. Brigitte Beaujard
- Rouen, primatiale de Normandie, dir. Jean-Charles Descubes, 2012 (La grâce d'une cathédrale).  (ISBN 978-2-7165-0792-9)
- Topographie chrétienne des cités de la Gaule,éd. Nancy Gauthier et Jean-Charles Picard :
  - t. IV. Province ecclésiastique de Lyon, dir. Jean-Charles Picard, Brigitte Beaujard et alii, Paris, De Boccard, 1986  (ISBN 978-2-7018-0030-1)
  - t. VIII. Province ecclésiastique de Sens, dir. Brigitte Beaujard, Jean-Charles Picard et alii, Paris, De Boccard, 1992  (ISBN 978-2-7018-0071-4)
  - t. X. Province ecclésiastique de Bordeaux, dir. Louis Maurin, Brigitte Beaujard et alii, Paris, De Boccard, 1998  (ISBN 978-2-7018-0120-9)
  - t. XI. Province ecclésiastique de Mayence, dir. Brigitte Beaujard, Nancy Gauthier et alii, Paris, De Boccard, 2000  (ISBN 978-2-7018-0140-7)